# 窮理查的年鑑
窮理查的年鑑（英語：Poor Richard's Almanack）是班傑明·富蘭克林发表的年鉴；富兰克林为了其出版的目的，采用“穷理查”或者“理查·桑德斯”（Richard Saunders）的假名。其出版从1732年持续到1758年，在美国殖民地时代是一个畅销的小册子，其印数达到每年10000册。年鑑在當時為熱門書籍，提供內容包括季節性天氣預報、實用家務提示、猜謎遊戲及其他娛樂。

## 由來

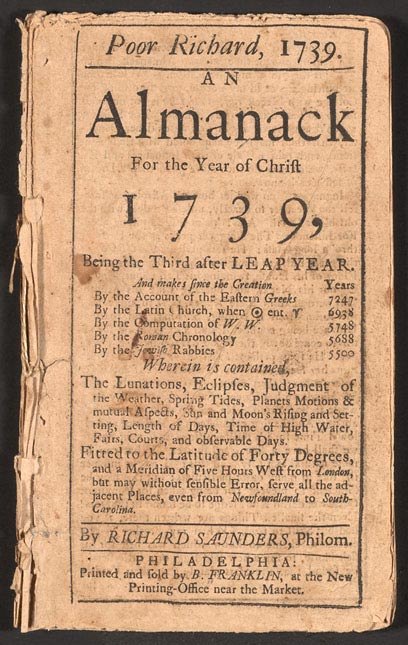
1739年發行的《窮理查的年鑑》

《窮理查的年鑑》是富蘭克林在1732年至1758年間每年編著出版的年鑑，而富蘭克林在這部年鑑的筆名，又涉及另一典故。18世紀初，英國有一占星家名為約翰·帕德烈治，曾經著有多部年鑑，並時常在年鑑中「預測」名人的死亡。1708年，帕德烈治在年鑑中嘲弄了英國國教會，引來愛爾蘭作家兼教士乔纳森·斯威夫特反擊。斯威夫特首先自稱是一位名為「Isaac Bickerstaff」的「占星家」，向公眾預言帕德烈治「必定」於1708年3月29日死亡，然後斯威夫特再用自己的名義寫信，「證實」帕德烈治已經死亡。由於帕德烈治樹敵甚多，這個惡作劇便成為挖苦占星家的流行笑話。富蘭克林受到此故事啟發，自稱是一位名為「理查」的「貧困占星家」，並「預測了一名占星家朋友死亡」，出於紀念朋友，決定出版年鑑，為公眾「預測」未來。富蘭克林透過「窮理查」（Poor Richard）的自嘲與挖苦，配以精警短語以及配圖，向公眾宣揚他的理財及科學思想，結果在大西洋兩岸廣受歡迎。「窮理查」在翻譯為法文版《Les Maximes du Bonhomme Richard》時轉換成「Bonhomme Richard」，可譯為「凡夫理查」（Richard Everyman）或「理查好老弟」（Richard the Good‐Old‐Boy）。

## 外部連結
- Scanned images of three online editions of Poor Richard's Almanack (1733, 1753, 1759)
- High-Quality Scanned Images of several pages of Poor Richard's Almanack （页面存档备份，存于）
- Rare Book Room （页面存档备份，存于） Complete high-quality images for most of the almanacs. (Click "find by author" and select "Franklin" for a complete list.)